# UXN (기업)
주식회사 UXN은 대한민국의 의료기기 기업으로, 연속혈당측정기 등 혈당 관련 센서와 측정기를 개발한다.

## 역사
- 2016년 10월 노마디엔을 인수합병하였다.
- 2019년 11월 28일 코넥스시장에 상장하였다.